# Долина Балием
Долина Балием (также Балим, иногда Великая долина) — высокогорная долина в индонезийской провинции Папуа-Пегунунган. Главный центр — город Вамена.

## Топоним
Долгое время сохранялось название Великая долина, которое сменилось на название в честь реки Балием.

## География

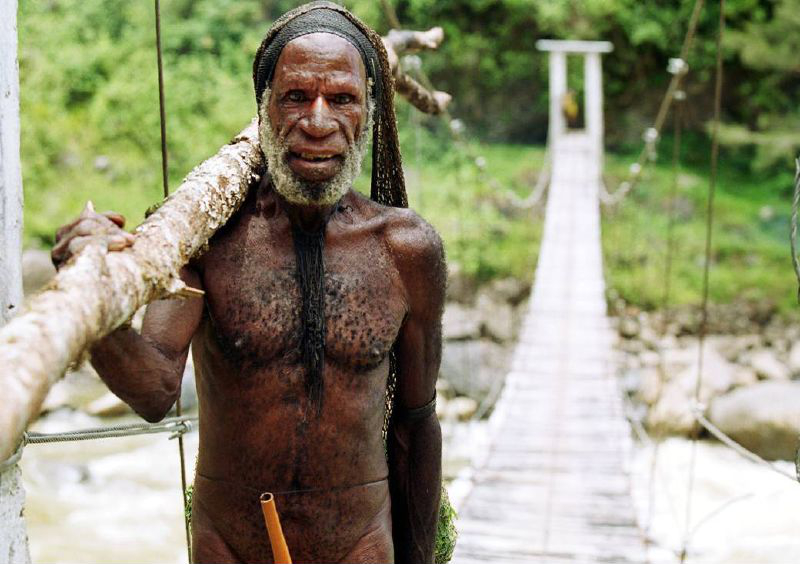
Мужчина из племени яли в долине Балием

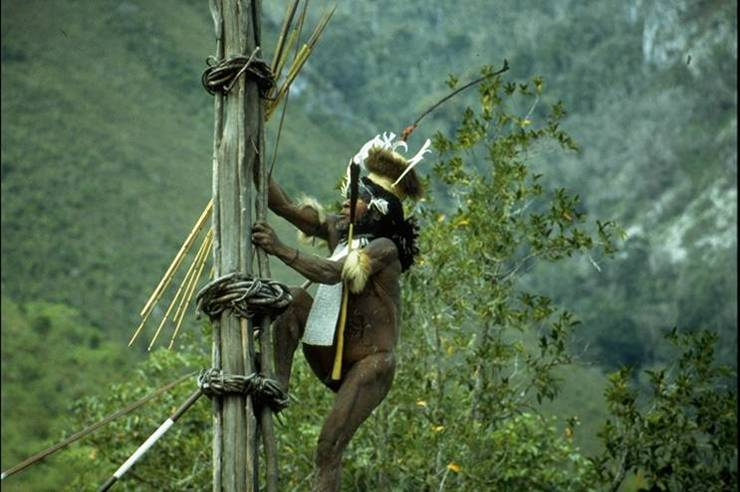
Военный вождь

Долина размером около 12 × 50 км находится на высоте около 1650 метров и протянулась с северо-запада на юго-восток. Воды реки Мозаика используются для орошения возделываемых культур. Пейзаж долины дополняют известняковые и песчаные холмы. На юго-западе возвышается гора Trikora Crest высотой 4750 метров.

## Население
Число жителей долины около 50 тысяч человек состоят из представителей народов дани и яли. На западном склоне проживают лани. Экспедиции к коренным жителям отправляются из Вамены. Местные народы живут по заповедям предков. Представители короваи и сегодня живут достаточно обособленно.

## История

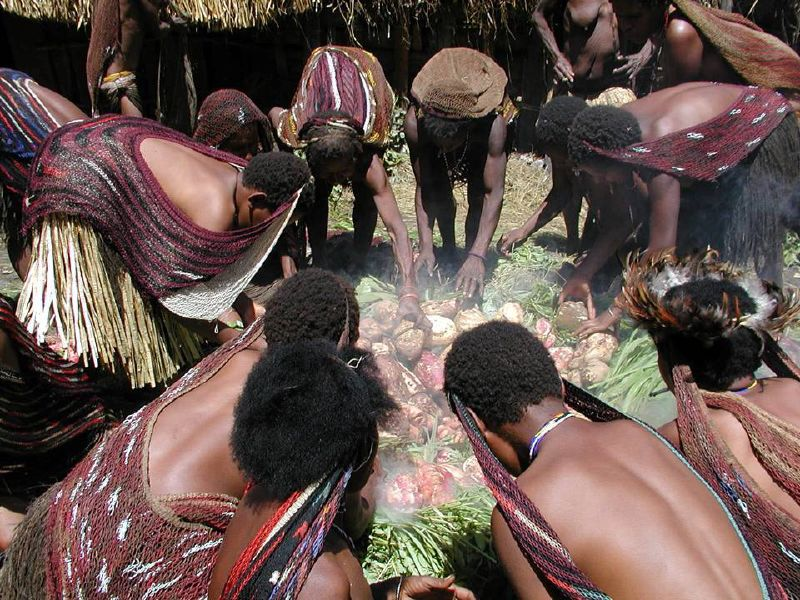
Церемония барапен в долине Балием

Долину открыл в 1938 году зоолог Ричард Арчболд в ходе третьей зоологической экспедиции в Новую Гвинею: 21 июня во время разведывательного полёта на юг от Холландии (сейчас Джаяпура) он обнаружил место, получившее название Большая Долина. Сейчас долина открыта только для ограниченного количества туристов.
Деревни состоят из 3-10 домов.Деревни в пределах часа ходьбы образуют район , который входит в конфедерацию , а та в союз из 4000-15000 человек.
В 1954 году первый миссионер Ллойд ван Стоне спустился на долину, совершив прыжок с парашютом.
Первоначально считалось , что в долине живут дани, однако вскоре были обнаружены и другие племена: яли , мек и ндуга .

Следующая цитата взята из аннотации книги Питера Маттиссенса «Под горной стеной» (Under the Mountain Wall) на обложке:
В долине Балием в Центральной Новой Гвинее проживают курелу — племя каменного века, дожившее до XX века. Питер Маттиссен в составе экспедиции Гарварда-Пибоди побывал в племени курелу в 1961 году и написал книгу «Under the Mountain Wall» не столько об экспедиции, сколько о великом воине Виклекеке, свинопасе Тукуме, У-муе и его семье, а также о мальчике Вике, убитом в ходе внезапного набега. Маттиссен наблюдает за безвременным ритмом этих людей в их работе, игре и войне, садоводстве и сборе древесины, праздниках и погребениях, краже поросят и устройстве засады. Используя свои способности натуралиста и писателя, Маттиссен оставил примечательное описание свидетеля затерянной культуры во всей её простоте и жестокости, на пороге многочисленных перемен.

## События
В 1945 году в долине произошла авиакатастрофа. В 2011 году вышла книга о спасательной операции «Затерянные в Шангри-Ла».